# والتر أنطونيو تشافيز
والتر أنطونيو تشافيز هو سياسي هندوراسي، ولد في 24 يوليو 1971. نشط حزبياً في الحزب الوطني. وقد انتخب نائب في المؤتمر الوطني في هندوراس ‏.